# Collégiale Saint-Tugal de Laval
Pour les articles homonymes, voir Saint-Tugal.
La collégiale Saint-Tugal de Laval était située à Laval en Mayenne. Elle était liée à la paroisse Saint-Tugal de Laval. La collégiale fut démolie en 1798. Lors du rétablissement du culte en 1800, il ne pouvait être aucunement question ni du rétablissement du chapitre ni de celui de la paroisse de Saint-Tugal qui se trouva réunie tout naturellement à celle de la Trinité.

## Histoire

### Chapelains duXIesiècle
En 1170, Guy V de Laval, sire de Laval, avait dans son château deux chapelains nommés Guyomard et Ruello. Il paraît que les offices qu'ils exerçaient étaient dès cette époque des bénéfices en règle. Les chapelains des seigneurs n'étaient pas alors chargés seulement de célébrer la sainte messe ; ils chantaient aussi les heures canoniales auxquelles il était généralement d'usage d'assister. Les chapelains du château de Laval exerçaient même les fonctions curiales à l'égard du seigneur et de sa famille.

### Collégiale

#### Guy V de Laval
Guy V de Laval et Emma de Laval, sa mère, voulant que le service divin se fit avec plus d'éclat et de régularité, remplacèrent les deux chapelains qui desservaient leur chapelle par douze chanoines. Ils ordonnent qu'il l'avenir le nombre ne pourra en être augmenté, ni diminué sans le consentement de tout le chapitre ; Guy V en réserva pour lui et pour ses successeurs la pleine et entière collation. Cinq de ces prébendes furent affectées à des prêtres.

#### Approbation
Guillaume de Passavant, évêque du Mans, approuva et confirma cette fondation par un décret du 17 juillet 1170, y reliant pour condition que lui et ses successeurs seraient chanoines et auraient à perpétuité une des prébendes du chapitre.

#### Fondation
Le 25 mai 1183, le pape Lucius III confirma par une bulle la fondation du chapitre Sainte-Marie du château de Laval. Treize ans s'étaient déjà écoulés depuis l'approbation de l'évêque du Mans, et avaient amené, à ce qu'il paraît, plusieurs modifications. La bulle donne au chapitre le nom de Chapitre de l'Église de Sainte-Marie du château de Laval; elle exprime des revenus déjà plus considérables que ceux mentionnés par le décret de 1170.
Entre autres elle parle de la dîme de toute la Coutume de sel, de celle de tout le minage, de la dîme Exartorii ; etc. Le chapitre avait en outre le patronage de plusieurs églises et les dîmes qui y étaient attachées. Le chapitre aura le gouvernement des écoles de Laval.
Il indique aussi que si la terre du seigneur de Laval venait à être mise sous l'interdit, il serait permis aux chanoines de célébrer le service divin dans leur église sans toutefois sonner les cloches, en tenant les portes fermées et en ayant soin d'éloigner les excommuniés et les interdits. Le pape leur accordait encore, dans les paroisses qui leur appartenaient, le droit de présentation à leur choix des clercs ou prêtres, lorsque l'évêque les jugerait propres à recevoir charge d'âmes. Pour le spirituel, ils dépendaient de l'évêque diocésain : quant au temporel ils ne relevaient que du chapitre seul.
La chapelle du chapitre existe encore au château de Laval. Ses piliers formant comme deux nefs, et ses voûtes indiquent qu'elle fut construite dans le XIIe siècle. Il est certain qu'elle était dédiée à la Sainte-Vierge.

### Reliques de saint Tugal
Dans cette chapelle on conservait avec vénération les reliques de saint Tugal (autre forme de saint Tugdual), évêque breton fondateur de l'évêché de Tréguier, qui avaient été apportées à Laval dans le IXe siècle. Les chroniqueurs placent cette translation en l'année 870 ou 878. Une légende de l'office du saint, qui était propre au chapitre de Laval, disait qu'un évêque de Tréguier nommé Gorennan, fuyant devant une invasion de Normands et emportant avec lui le corps de son saint prédécesseur, était venu se réfugier à Laval, où il avait reçu un si bon accueil, que, pour témoigner aux habitants sa reconnaissance, il leur laissa la plus grande partie de la précieuse relique. Une vieille tradition consignée par Jacques Le Blanc de La Vignolle, dans son Mémoire sur la ville de Laval, rapporte différemment la manière dont Laval s'était enrichie de ces reliques. Ce qui est certain, c'est que la plus forte portion du corps de saint Tugal est depuis bien des siècles conservée à Laval.

### Notre-Dame du Bourg-Chevreau
En 1208, Guy VI de Laval, fils de Guy V et son successeur, approuva et confirma tant pour lui que pour ses successeurs, tous les dons de son père au chapitre de Notre-Dame du château. Il transfère le chapitre de la chapelle de Sainte-Marie du château dans l'église de Notre-Dame du Bourg Chevrel. Les chanoines demeurent exempts de la juridiction paroissiale et continuent à desservir la chapelle du château, dans laquelle Guy s'était réservé une messe chaque jour et où les reliques de saint Tugal restaient déposées. Celles-ci furent laissées dans la chapelle du château, à laquelle un chapelain resta attaché. Le pape donna à Guy la nomination des chanoines de Saint-Tugal. Des chapelains furent aussi fort anciennement attachés au chapitre, sans qu'on puisse en indiquer l'époque précise. Ils existaient antérieurement à 1253; au XVe siècle, ils étaient au nombre de cinq. Il y avait des fondations particulières pour eux, et leurs bénéfices n'étaient point comptés parmi les biens du chapitre.

### Enrichissement et constitutions
Emma de Laval, fille de Guy V et d'Avoise de Craon, seule héritière de la maison de Laval en 1213, régularisa la fondation de son aïeul en donnant des constitutions au chapitre. Par lettres de 1231, au mois de février, elle leur imposa une résidence fixe dans la ville de Laval pendant neuf mois de l'année ; elle décida, en outre, que tout chanoine qui s'absenterait ne pourrait toucher de sa prébende que cinq sols par chaque année où il aurait fait une absence, et qu'il aurait manqué à la résidence fixée par sa volonté.
Geoffroy de Laval, fils de Guy V, oncle d'Emma, évêque du Mans, confirma au mois de novembre 1232 les volontés de sa nièce et leur donna des statuts,.
En 1270, la Confrérie des Prêtres de Laval est fondée et liée à la Collégiale Saint-Tugal de Laval.
Au XVe siècle, les seigneurs de Laval accrurent et enrichirent beaucoup le chapitre par leurs libéralités. En 1402, Guy XII de Laval et Jeanne de Laval son épouse lui donnèrent une rente de 100 livres tournois pour le chant des heures canoniales qui jusqu'alors n'avait pas été complet. Ils établirent que désormais une prébende serait affectée à un maître de psalette.

### Transfert des reliques
Peu d'années après, les reliques de saint Tugal furent transférées de la chapelle du château à l'église de Notre-Dame du Bourg-Chevreau. Un décret de 1407 ne donne pas au chapitre d'autre nom que celui d'église collégiale de Saint-Tugal ; ce qui indique que les reliques y étaient transférées à cette époque, les chanoines n'ayant pu recevoir ce nom qu'après la translation

### Église de Saint-Tugal

#### Les trois Marie

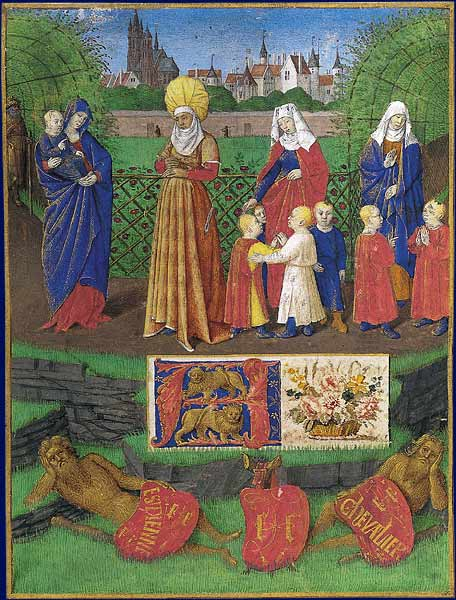
Sainte-Anne et les trois Marie (enluminure par Jean Fouquet du Livre d'heures d'Étienne Chevalier, inspirée par la Légende dorée

En 1444 le chapitre de Saint-Tugal fut considérablement accru par la réunion qui y fut faite du chapitre des Trois-Maries de Montsûrs, et il prit une grande importance par la création d'un doyen, qui lui fut donné pour chef.
Le nom provient du culte des Trois Marie développé en Bretagne et en Mayenne au Moyen Âge par Pierre de Nantes, qui fut évêque de Rennes, et issu de croyances tirées de la Légende dorée.
Dans l'acte d'union de 1444, les chanoines de Montsûrs disent qu'ils ne peuvent « illec demourer et résider obstant la destruction et démolicion en quoy le chastel d'icellui lieu est à présent, ont esté tellement et tant griefment molestez et travaillez, pillez, robez et fourragez, non seulement par gens de guerre, mes par brigans et guetours de chemins, prins, rançonnez, transportez d'illec et menez es boys et depoullez de touz leurs biens et provisions, par quoy la célébration d'iceulx offices y cessoit et a cessé jusques à ce que par nécessité se transportèrent audit lieu de Laval pour faire ledit service et pour la seurté de leurs personnes. ».
Les deux chapitres furent incorporés avec une parfaite égalité entre eux. Par un décret du 10 août 1444, après les formalités remplies par Anne de Laval et son fils, consistant en une enquête sur l'utilité et la nécessité de l'union, après avoir obtenu le consentement des habitants de Montsûrs et avoir reçu l'avis et l'approbation du chapitre de l'église du l'évêque prononça l'union définitive des deux chapitres.
Le doyen fut pourvu du même gros dont jouissait le chevecier du chapitre. Maître Pierre Henry, qui, dans ce temps, possédait cet office à Montsûrs, demeura chevecier à Saint-Tugal, à la condition de n'occuper que le second rang après le doyen qui venait d'être créé : il prit place à sa droite. En l'absence du doyen il présidait au chapitre et pouvait pointer et prendre des conclusions dans les mêmes cas que le doyen qu'il remplaçait. Il avait la première voix au chapitre, même en présence du doyen. Cette dignité devait être supprimée à sa mort.
« Tous les chanoines de Montsûrs Par congé des sieurs de Laval Furent faits venir à Saint-Tugal, Où de présent a grant colliège, Doyen, et du chantre le siège.  Celluy temps le cueur nouveau fait , Et cloaistre qui fut moult beau fait ».
Lors de la réunion du chapitre de Montsûrs à celui de Saint-Tugal, il est stipulé que les deux corps unis jouiraient des mêmes prérogatives qu'au trésorier du chapitre de la collégiale Sainte-Madeleine de Vitré : il eut entre autres celui de manger à leur table, lorsqu'ils feraient leur résidence au château de Laval : la comtesse se réservait la faculté de lui donner, quand elle le voudrait, une soutane rouge telle qu'elle la donnait au trésorier.
Le pape Eugène IV mit le sceau à cette union par une bulle donnée à Rome le 10 des calendes de novembre, 23 octobre 1445, par laquelle il approuve et confirme le décret de l'évêque du Mans dans tous ses points.
Le comte de Laval eut la collation pleine et entière de toutes les prébendes, moins les deux accordées au chapitre. L'évêque du Mans se réserva seulement la collation du doyenné dont le seigneur de Laval consentit à n'avoir que le patronage.
La comtesse Anne qui avait opéré la réunion des deux chapitres de Laval et de Montsûrs, et commencé les nouvelles constructions appelées L'édifice, donna pour les reliques de saint Tugal une châsse d'argent massif, et fit faire au chevet de l'église une grande vitre, fort admirée autrefois, et dans laquelle on l'avait représentée à genoux.

#### Extensions
Anne de Laval ne cessa d'augmenter les dons qu'elle avait faite aux chanoines de son chapitre de Sainte-Tugal Après l'union, par ordonnance du 23 novembre 1453, Anne accorda au chapitre l'autorisation de continuer à prendre dans ses forêts de Bouère et d'Aloué, bois vif et autre convenable pour les réparations et constructions qu'ils ont à faire aux métairies et courtilleries qu'ils possèdent dans les communes de Bazougers, Montsûrs, Azé, Arquenay, Nuillé-sur-Ouette et Commer.
Mathurin Barbot, chanoine, a acheté le 18 juin 1461 une maison d'Ambroise de Loré pour 120 escus d'or. Mathurin Barbot a déclaré dans son testament, que cette maison appartient au chapitre au cas que ses héritiers voulussent l'aliéner. Pierre le Baud l’achète des héritiers, avec l'agrément du chapitre, et la soumit à une rente de 10 livres en faveur de son anniversaire. Gilles de Tréal l'acheta des héritiers de P. le Baud, le 23 juin 1506 : elle portait le nom de maison de la Chantrerie et était située dans la rue Renaise.

#### Reconstruction
La chapelle du Bourg-Chevreau était située sur une large place où se tenait le marché dont parlent les anciennes chartes du prieuré de Saint-Martin. Des maisons, groupées autour de cette place, faisaient le Bourg de Guy, Burgum Guidonis, Bourg-Chevreau ou Bourg-Chevrel.
Aussitôt après l'union des Deux chapitres, on songea à l'agrandissement de la chapelle, trop petite pour contenir les chanoines devenus nombreux. Anne de Laval, dont cette union était l'ouvrage, forma le dessein de l'augmenter considérablement et d'en faire un édifice digne du chapitre qu'elle venait de créer. Anne, suivant Guillaume Le Doyen, aurait fait bâtir le chœur de l'église. Elle fit aussi commencer la nef, mais sa mort, arrivée en 1465, l'empêcha de mettre la dernière main aux plans qu'elle avait conçus pour la décoration de l'église du chapitre dont on pouvait la considérer comme fondatrice. Un mémoire de 1746 porte que l'édifice fut construit par les ordres de la comtesse Anne de Laval à qui le Pape Nicolas V, par une bulle du 13 juillet 1447, permit d'employer à cet usage une somme que son grand-père maternel Jean de Laval avait laissée pour agrandir l'église de Montsûrs, ce qui était devenu inutile, le chapitre établi en cette église ayant été supprimé.
« Celluy an véritablement A Sainct Tugal, semblablement, Fist commencer leur grant croesée Qui n'est pas pour icelle année ».
On reconstruisit aussi l'église, qui prit dès lors le nom du saint évêque de Tréguier. Les travaux furent conduits lentement, abandonnés et repris plusieurs fois; car Guy XIV de Laval mort en 1484; donna par son testament une somme annuelle de 2 000 livres tournois pour être employée aux travaux, jusqu'à parfait achèvement.
Jacques Le Blanc de La Vignolle indique que les voûtes du chœur avaient été terminées en 1470 et que la reine de Sicile, Jeanne de Laval, femme de René Ier d'Anjou, avait fait construire ce bâtiment resté inachevé, nommé l'Édifice et dont il existe encore maintenant des portions. En 1470 elle acheva les voûtes du chœur, elle fait faire une tour qui devait servir de clocher ; elle voulait, dit Le Blanc de la Vignole, faire communiquer l'église avec le château par une galerie couverte. Une autre tour parallèle devait former l'autre bras du transept. Les restes de ces constructions ne furent point achevées.
Une autre des filles de Guy XIV, Arthuse de Laval, qui fut fiancée avec le fils du duc de Savoie, donna une somme de 120 livres tournois pour l'achèvement du cloître.
En 1497, l'évêque de Sinope (de) bénissait La chapelle de La Communion, les cloîtres et la sacristie. Le cimetière du chapitre se trouvait dans le cloître, dont l'église faisait un des côtés. Plusieurs se sont trompés en confondant les travaux de la reine de Sicile, Jeanne, fille de Guy XIV, à Saint-Tugal, avec ceux d'Anne son aïeule. L'église se terminait en carré; le maître autel, jusqu'au milieu du XVIIIe siècle était au milieu du mur qui faisait le pignon oriental de l'église, ayant deux autels de chaque côté. Une verrière ornait une grande fenêtre au-dessus de l'autre ; au bas du chœur un jubé qui le séparait de la nef.
L'église de Saint-Tugal était petite. Elle pouvait avoir, suivant un ancien plan, de 45 à 48 mètres de longueur, sur une largeur de 10 à 12, sans y comprendre les chapelles latérales. Suivant une note de Isidore Boullier, elle était élégante et parfaitement décorée à l'intérieur. Elle était restée jusqu'au XVIIIe siècle telle que l'avait laissée Jeanne de Laval.

#### Doyens et chanoines
Avec l'union des deux chapitres, la dignité de doyen fut créée avec juridiction sur ses collègues et les autres personnes du chapitre, seulement en ce qui concernait l'ordonnance des cérémonies et l'observation des statuts. La cure d'Andouillé fut annexée à sa prébende. Comme la présentation de cette cure appartenait à l'évêque du Mans, et qu'il en fit l'abandon, les chanoines lui cédèrent en compensation la présentation de celle de Meslay qui leur appartenait. En échange le chapitre eut la possession et totale disposition de deux prébendes, la première pour un chantre qui plus tard devint un maitre de psallette et une des dignités du chapitre, La deuxième, semblable aux autres.
Si les doyens de Saint-Tugal avaient surtout dans les commencements un revenu bien supérieur à celui des chanoines, leur autorité se réduisait à peu de chose ; ils n'avaient aucune juridiction sur le chapitre et se trouvaient obligés de suivre en tout l'avis de la majorité, n'ayant point voix prépondérante dans les délibérations. Ils ne présidaient point au chœur et n'officiaient pas quand ils le voulaient ; ces droits appartenant au semainier, le doyen n'en jouissait anciennement que quand il faisait sa semaine. Plusieurs doyens la faisaient à leur tour, d'autres ne voulaient pas s'y astreindre. On les invitait à officier aux grandes fêtes ; mais ils n'aimaient pas ces invitations, prétendant avoir droit par eux-mêmes.

#### Statuts et règlements
Le chapitre de Saint-Tugal avait ses statuts et règlements remontant à une époque fort ancienne. La suite des temps avait amené de la négligence ; les chanoines n'avaient plus au commencement du XVe siècle la même exactitude à remplir les devoirs que leurs charges leur imposait. Les statuts furent renouvelés à diverses fois. Les premiers dont il est fait mention sont de 1232, donnés par Geoffroy de Laval, évêque du Mans ; ils n'ont point été conservés.
Trois autres furent donnés à des époques différentes par les évêques du Mans, attentifs à maintenir la discipline dans leur église. Ils fournissent sur les mœurs du temps des renseignements curieux cité par La Beauluère.
Au temps de l'union des deux chapitres, en 1444, de nouveaux statuts furent faits pour les deux collèges réunis. Ils contiennent cinquante-quatre articles, écrits en latin, et pris sur les anciens règlements des deux chapitres. Ces statuts, œuvre du chapitre, sont intitulés : « Statuts, a la louange de Dieu tout puissant, faits et publiés par les vénérables doyen et chapitre de l'église collégiale de Saint-Tugal, unie à celle de Montsûrs, afin que l'office divin soit célébré avec plus de ferveur. »
Dans divers chapitres, notamment celui de 1596, le règlement subit des modifications portant principalement sur amendes imposées aux contrevenants, mises en rapport avec la valeur des monnaies. Louis de Lavergne Montenard, évêque du Mans, confirma et approuva, le dimanche 4 mai 1698, dans sa visite pastorale à Saint-Tugal, les statuts d'Adam Chastelain son prédécesseur et ceux de 1444. Dans le XVIIe siècle les chanoines rédigèrent une consultation pour demander quelles étaient les règles générales dont ils pourraient faire l'application à leur chapitre

### Chapitre de Saint-Tugal

#### Trésor
Le trésor de l'église de Saint-Tugal possédait une grande quantité de saintes reliques. Les seigneurs, dans leurs voyages, lui avaient acquis ces richesses. On y conservait les reliques de Saint Tugal, évêque de Tréguier, patron du chapitre, dont la garde avait jadis été confiée aux chapelains du château de Laval. Le chapitre portait ces reliques solennellement en procession le jour où l'on célébrait la fête du saint évêque et le jour anniversaire de leur translation. On les portait aussi dans les grandes calamités. On conservait encore au trésor du chapitre les reliques de Saint Étienne, de Saint Laurent, de Sainte Agathe, de Sainte Catherine, de Saint Sébastien, de Saint Honorât d'Arles, de Saint Louis, de Saint Vincent Ferrier. Il y avait encore un reliquaire renfermant un morceau de la Vraie Croix. Guy de Laval, seigneur de Montjehan, avait donné au chapitre, le 11 octobre 1414, 10 marcs d'argent pour faire la custode où reposait le Saint Sacrement à la suspense.

#### Vitraux
Les vitraux qui décoraient les fenêtres de l'église représentaient aussi les figures des bienfaiteurs du chapitre : Dans la grande fenêtre, au fond du chœur, on voyait les portraits de Guy XIV de Laval; celui de Guy de Chauvigny et de Châteauroux, vicomte de Brosse, mari de Catherine de Laval, sœur de Guy XIV. Dans la première vitre du chœur, en entrant, était le portrait d'André de Laval, sire de Lohéac, et celui de Marie de Raiz, son épouse. Dans la seconde vitre, Louis de Bourbon, comte de Vendôme ; et celui de sa femme, Jeanne de Laval, fille de Guy, et de Anne, avec Jean de Vendôme leur fils aîné. Jean de Laval, seigneur de la Roche-Bernard et de Belle-Isle, fils de Guy XIV et de Isabeau de Bretagne, marié à Jeanne du Perrier, et Hélène de Laval, sœur de Jean, qui fut mariée à Jean de Malestroit, étaient dans la première vitre du chœur côté gauche en entrant. On retrouvait encore le portrait du maréchal André de Lohéac sur une vitre dans le cloître.

#### Composition du chapitre
À dater de cette époque, voici quelle était la composition du chapitre, dans lequel, comme nous l'avons vu ci-dessus il y avait 18 prébendes. En conséquence le chœur se composait de deux dignitaires, le doyen et le chantre, et de douze simples chanoines, total quatorze membres. Le bas chœur se composait de cinq chapelains prêtres, dont le premier était curé de la paroisse de Saint-Tugal, le second était le sacristain du chapitre, les trois autres portaient les titres de chapelains du Clos-Doucet, des Gennettais et des Lignardières. Il paraît qu'ils remplissaient diverses fonctions, comme celles de diacre et de sous-diacre, et devaient assister à tous les offices.
Le seigneur de Laval avait la collation pleine et entière de la dignité de chantre et des douze prébendes de simples chanoines. Il présentait à la dignité de doyen, mais l'évêque s'en était réservé la collation. Le chapitre avait la nomination du principal du collège, sur la présentation de trois candidats que lui faisaient les habitants ; il nommait aussi son maître de chapelle; avant 1787 il nommait à une prébende réunie alors à la sacristie ; il était donc censé avoir la nomination à trois prébendes. Il avait la présentation de la cure de Saint-Tugal, mais la collation en appartenait à l'Évêque. Enfin il conférait de plein droit les quatre autres chapelles du bas chœur

#### Position
Saint-Tugal n'était point un chapitre royal; il n'était pas très riche, et ses prébendes étaient moins productives que celles de Saint-Michel de Laval ; cependant c'était un corps distingué et dont on tenait, à honneur de faire partie. Il jouissait du titre de chapitre de l'insigne église de Saint-Tugal. Le doyen et le chantre partaient la soutane rouge dans les cérémonies ; ce qui ne se voyait guère que dans les chapitres de fondation royale.
Le chapitre possédait des maisons, au nombre d'une vingtaine, groupées autour de l'église collégiale Ces maisons étaient affectées au logement des chanoines, sans appartenir à aucun d'eux plus particulièrement. Lorsqu'il y en avait une vacante, un chanoine pouvait la prendre à vie canoniale et en faire son offre au chapitre. Le chapitre possédait aussi des jardins dans la rue de Bel-Air ou des Capucins ; on y entrait par la cour du Verger, dans la ruelle des Capucins. Il les devait à la libéralité de quelques chanoines. Outre les maisons et jardins ci-dessus, le chapitre possédait un temporel consistant en rentes de blé et d'argent, en dîmes et biens ruraux dans diverses communes, et, d'autres rentes sur des maisons dans la ville.

### XVIIIesiècle
Ce ne fut que dans le cours du XVIIIe siècle que les chanoines, firent des changements dans ses dispositions et la rendirent plus commode : Après de longues discussions, on se détermine à démolir le haut et large jubé qui séparait le chœur de la nef. Pour rendre le chœur plus pratique, les chanoines font changer la disposition des stalles et construire un autel à la romaine en 1740. Un peu plus lard, afin de régulariser leur église et de la rendre plus spacieuse, ils font bâtir une chapelle collatérale du côté des cloîtres. En 1746 le doyen et le chapitre entreprennent de nouveaux travaux pour régulariser et agrandir leur église,.
Un procès agite le chapitre en 1754. Il s'agissait de la prébende dont la comtesse de Laval Anne, trois siècles avant, lors de l'union du chapitre des Trois-Maries de Montsûrs à celui de Laval, avait abandonné la collation au doyen et au chapitre. La disposition des prébendes de Saint-Tugal, de fondation et collation laïque, appartenait pleno jure, moins celle qui avait été cédée en 1444 au chapitre par le traité d'union, aux seigneurs de Laval, fondateurs. Par leur origine, comme bénéfices laïques, elles furent toujours exemptes de tous droits d'expectative et d'impétration en cour de Rome. La cession d'une des prébendes en des mains ecclésiastiques, paraissait devoir la faire changer de nature, et lui donner une qualité nouvelle, en la soumettant aux règles des prébendes de fondation ecclésiastique. Par arrêt, le chapitre fut maintenu dans son droit de pourvoir à la prébende qui lui avait été cédée et elle demeura comme de fondation.
Les chanoines forment en 1761 le projet de daller le chœur de leur église en pierre blanche et noire.
La mort de Louis XV fait l'objet d'une délibération capitulaire de la part des chanoines de Saint-Michel en assurant un service funèbre, qui fait l'objet sous-jacent d'une lutte entre les deux collégiales lavalloises.

### Révolution française
L'Assemblée constituante rend le 12 juillet 1790 une loi qui supprime les collégiales. Un arrêt du Directoire du département de la Mayenne, investi des pouvoirs de cette loi, fait défense, le 13 novembre 1790, aux chanoines de Saint-Tugal, de continuer le service divin. Malgré le décret qui défend de présenter à aucun bénéfice, et malgré l'abolition de tous les droits seigneuriaux, Jean Bretagne Charles de La Trémoille, comte de Laval, exerce encore ses droits et confère une prébende. Le Directoire prononce 12 jours seulement après cette nomination, la dissolution du chapitre.
Par un décret du 2 novembre 1789, sanctionné par le Roi, tous les biens ecclésiastiques sont mis à la disposition de la nation. Des décrets du 19 et 21 décembre 1790 ordonnent une vente des domaines ecclésiastiques, pour 400 millions. Le prince de Talmont, comte de Laval, essaie de sauver les revenus de la collégiale de Saint-Tugal. Les décrets du 14 et 20 avril 1790 confient l'administration des biens du clergé aux assemblées des départements. Des doutes avaient empêché la vente des propriétés du chapitre. Le 3 janvier 1791, M. Bruneau de la Garde, régisseur du comté de Laval, remet de la part du prince, entre les mains du Directoire du district de Laval, un acte d'opposition. Le Directoire du district de Laval répond que tous les doutes sur la nature des bénéfices avaient cessé depuis la promulgation du décret de l'Assemblée nationale du 12 juillet 1790. Le prince présente un nouveau mémoire, le 31 mars 1791, en réponse à celui du Directoire. Au mois de juillet 1791, sur un rapport fait par Jourdain, le Directoire du département prend un arrêté qui laisse à la disposition du sieur de la Trémoille, conformément aux titres de fondation, les biens des deux chapelles réunies de Laval et de la Gravelle,.
L'évêque constitutionnel Noël-Gabriel-Luce Villar est installé le 31 mai 1791 et occupe l'église paroissiale de la Trinité. Le curé, Turpin du Cormier, et quelques prêtres se réfugient Saint-Tugal, demeurée ouverte comme église paroissiale.
Le 23 juin 1791, le bruit se répandit à Laval de la Fuite de Louis XVI et arrestation à Varennes. La procession de la Fête-Dieu venait d'avoir lieu. Une grande agitation se répand dans la ville à cette nouvelle ; on s'en prend aux prêtres non assermentés. La conséquence de cette émeute fut un ordre de fermer l'église de Saint-Tugal, et la paroisse est réunie à celle de la Trinité. La maison sert alors de grand magasin : on y dépose les fourrages, foin, paille, avoine, son, bois, suif, chandelle, etc., jusqu'en 1794.
Le 14 octobre 1792, les cloches de l'église sont descendues et montées dans le clocher de la Trinité,. Le 14 janvier 1793, une délibération de la mairie, remplace l'office des chanoines par un nouvel usage, décida que: Lecture sera faite tous les dimanches, par un officier municipal, dans l'église de Saint-Tugal, de tous les écrits dont la Convention ordonne l'impression.. En 1797, le 4 août, on commença la démolition de l'église de Saint-Tugal. Le 9 germinal an IX, le citoyen Mallet demande à faire des constructions sur son emplacement ; mais le conseil municipal trouve plus avantageux de faire l'acquisition de ce terrain pour l'agrandissement du marché aux volailles.

## XIXesiècle
La première école laïque de Laval est élevée en 1834-1835 à l'emplacement de la collégiale. L'école est ensuite transformée en 1839 en bibliothèque municipale puis en atelier public de sculpture. Le mur de la nef de l'ancienne église subsiste.

## Personnages célèbres
La collégiale a compté dans son sein des hommes appartenant aux familles les plus distinguées des environs de Laval et de Bretagne, des De Feschal, des d'Averton, des d'Argentré, des Du Bouchet.
Il y a aussi des personnages illustres :
- Philippe de Montmorency-Nevele, fils de Jean de Nivelle, troisième doyen, avait été reçu en 1435 et mourut en 1488.
- Louis Maurice de La Trémoille, comte de Laval, quinzième doyen, reçu en 1671, se démit en 1676.
- Daniel Hay du Chastelet, abbé de Chambon qui est doyen pendant 50 ans, de 1621 à 1671. Il est reçu à l'Académie française en 1634, et y est remplacé par Bossuet.

Plusieurs membres du chapitre sont évêques :
- Pierre Le Baud, cinquième doyen, venait d'être nommé évêque de Rennes, quand il meurt en 1304. On prétend que ses bulles arrivèrent de Rome le jour même de sa mort.
- Louis Cazet de Vautorte, chanoine, est nommé évêque de Lectoure en 1655, et passe au siège de Vannes en 1671.
- Charles du Plessis d'Argentré est nommé évêque de Tulle en 1723.

### Doyens
La principale dignité du chapitre était celle du Doyen. Il fut établi pour être le chef du chapitre et y présider. On lui donna une des prébendes, à laquelle fut réunie la cure d'Andouillé. Ses privilèges furent les mêmes que ceux du trésorier de la Magdeleine de Vitré. Sa juridiction était néanmoins restreinte, et au chapitre était demeurée toute la juridiction sur le corps. La création de cette dignité excita dans le chapitre du dissentiment qui se manifesta surtout lors de la création de la dignité de chantre. Le comte de Laval n'avait conservé que sa présentation, l'évêque du Mans en avait la collation, à cause de l'union qu'on y fit de la cure d'Andouillé qui appartenait à l'évêché.

### Chantres
La deuxième dignité du chapitre était celle de chantre qui ne fut créée qu'en 1484. François, comte de Montfort, fils aîné de Guy XIV et d'Isabeau de Bretagne, obtint, au mois de février 1484, du cardinal de la Balue, légat en France, une bulle d'union de la prébende de Mathieu Sauquet, chanoine de Saint-Tugal, et des chapelles du château de Laval et de celui de la Gravelle, pour en faire, en faveur de ce chanoine, une seconde dignité du chapitre, semblable à celle du chantre de l'église du Mans, pour régler le chœur.

### Chapelains
Des prêtres, chargés d'acquitter les fondations du chapitre, étaient attachés au chapitre de Saint-Tugal. Ils portaient le nom de chapelains.Le droit d'administrer les sacrements et d'exercer les autres fonctions curiales à l'égard des paroissiens de Saint-Tugal avait été attaché par le chapitre, à l'époque citée ci-dessus, à une de ces chapelles. Ce chapelain fut depuis qualifié de chapelain-curé.
Avant 1407, le chapitre instituait et destituait les chapelains à sa volonté, ils étaient ad nutum capituli Un des chapelains faisait l'office de curé de la paroisse Saint-Tugal de Laval. Un autre remplissait les fonctions de sacriste. Ce dernier avait la surveillance des cloches et en répondait si elles se cassaient par faute d'y veiller. Il était aussi chargé des ornements, dont il avait un inventaire. Aux quatre assises, il amenait le juge et recevait deux deniers pour les serments de justice. Le chapelain-sacriste devait s'informer chaque jour si le seigneur fondateur viendrait à l'église et lui tenir une messe prête jusqu'à midi. Il avait pour cela son dîner à la table des gens des comptes,.

### Cures
- Jean Bahier

## Nécropole des comtes et de lafamille de Laval

### Sépulture des seigneurs de Laval
La famille de Laval avait une affection marquée pour l'église et le chapitre de Saint-Tugal, ceci après l'abbaye de Clermont, qui est leur premier lieu de sépulture
Tous les seigneurs de Laval, depuis qu'ils possèdent le titre de comte, avaient eu leur sépulture à Saint-Tugal. Il n'en est pas ainsi pour Guy XX de Laval, où seul son cœur était conservé à Saint-Tugal. Le comté de Laval passe entre les mains des seigneurs de la Trémoille. Aucun d'eux n'a jamais habité Laval, et n'y a choisi sa sépulture. D'autres membres de la famille de Laval choisirent l'église des Cordeliers de Laval.

### Les caveaux
Il y avait dans le chœur de Saint-Tugal deux caveaux, servant à la sépulture des seigneurs, l'un situé au milieu, l'autre vers le haut du côté du midi, sous les stalles. Ils furent tous les deux ouverts au XVIIIe siècle. Une note assez étendue, qui est parmi les pièces de M. La Bérangerie, rend compte de ces opérations. Le plus petit caveau, qui était au haut du chœur, fut ouvert vers 1740 lorsqu'on démolit le maître-autel, et deux petits autels qui étaient à ses côtés. On y trouva, entre autres choses, un cercueil de plomb qui renferme le corps d'une femme habillée en religieuse La note s'étend bien davantage sur l'ouverture de l'autre caveau, qui eut lieu le 17 août 1761. Ce caveau contenait six cercueils et une boîte de plomb en cœur endommagés et troués en divers endroits par vétusté
Trois de ces cercueils portaient des inscriptions copiées par le rédacteur, et desquelles il résulte qu'ils renfermaient les corps d'Anne de Montmorency, de Guy XVII, de Guyonne de Laval. La boîte portait une inscription constatant qu'elle renfermait le cœur de Guy XX.
En 1834, on construisit le bâtiment où est située au XIXe siècle la bibliothèque de la ville de Laval, et qui a servi d'abord quelques années à une école d'enseignement mutuel. Il est précisément sur l'emplacement où se trouvait l'église de Saint-Tugal, et qui servait depuis sa démolition de place publique. En creusant les fondements du mur de la façade, les ouvriers ouvrirent, le 6 mars, un petit caveau, dans lequel il y avait un cercueil de plomb posé sur deux tréteaux de fer, et entouré de plusieurs pots de terre commune, semblable à celle de Thévalles, dans le fond desquels il y avait un résidu de cendres et de charbons. Dans le cercueil, il y avait des os bien conservés Quoique ce cercueil ne portât pas d'inscription, pour Isidore Boullier, le corps qu'il renfermait était celui de la comtesse Anne, inhumée à Saint-Tugal en 1465 Quant au grand caveau qui contenait six cercueils en 1761, Isidore Boullier ne croit pas qu'il ait été ouvert depuis la Révolution française.

### Inhumations
Il y avait encore eu quelques individus inhumés dans l'église de Saint-Tugal, mais il n'y avait aucun monument remarquable sur leurs fosses. On y voyait les épitaphes d'Ambroise Amy et de Guillaume Le Breton de la Bizardière, chanoines, morts le premier en 1548 et le second en 1618, après avoir fondé divers services.